# Pseudactumnus
Pseudactumnus is een geslacht van kreeftachtigen uit de klasse van de Malacostraca (hogere kreeftachtigen).

## Soort
- Pseudactumnus pestae Balss, 1933